# La-hầu-la

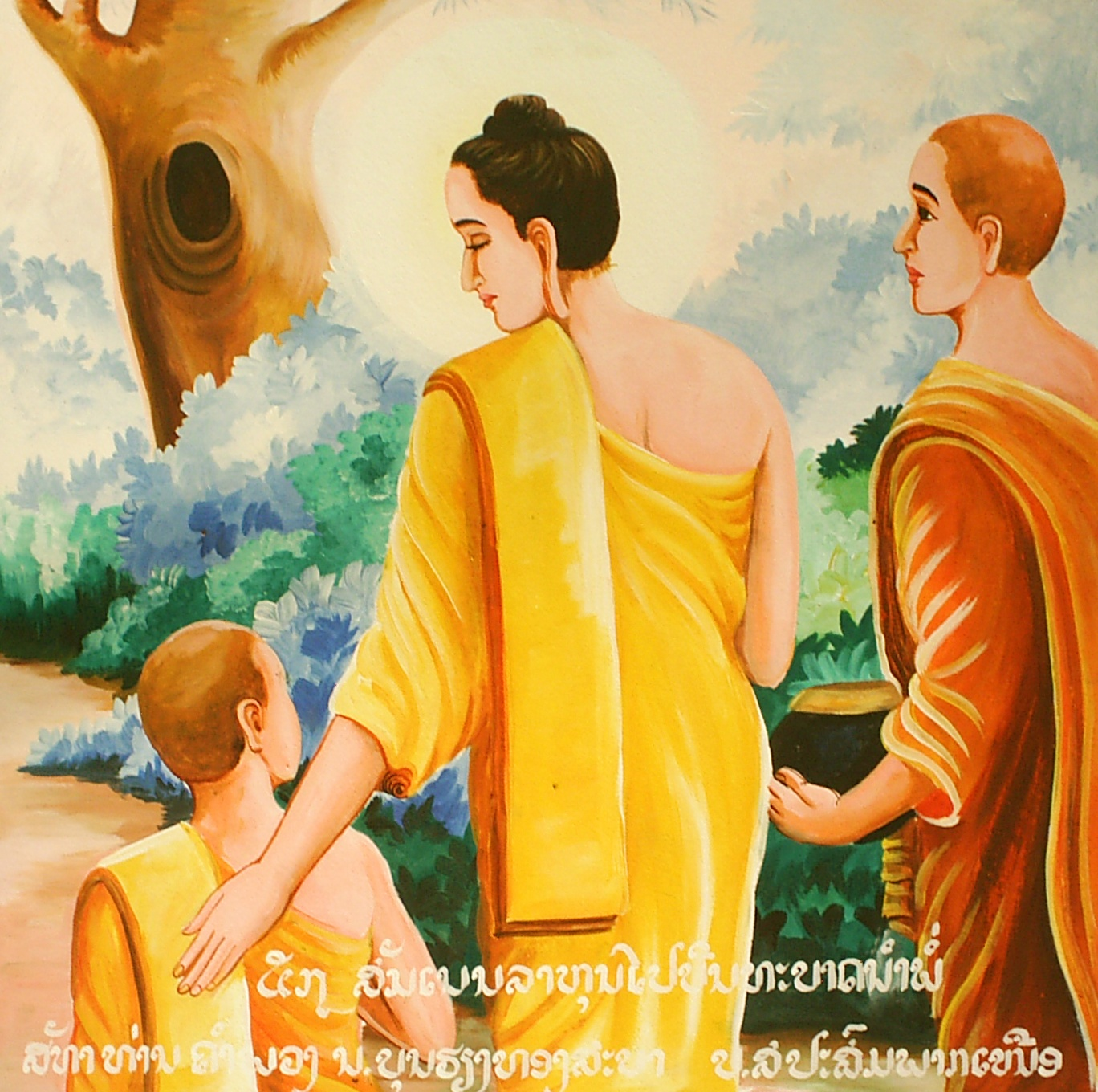
Đức Phật (giữa) và Tôn Giả La Hầu La (trái). Tranh tại một ngôi chùa Thái Lan

La-hầu-la (tiếng Phạn: Rāhula; tiếng Trung: 羅睺羅 nghĩa là Phú Chướng, nghĩa là "sự chướng ngại") là một trong thập đại đệ tử của đức Phật (mật hạnh đệ nhất). Ông cũng là người con duy nhất của Thái Tử Tất-đạt-đa (siddhārtha). Còn mẹ của La-hầu-la là công nương Da-du-đà-la (yaśodharā). La-hầu-la được sinh ra khoảng khi thái tử Tất-đạt-đa lúc ấy đã 29 tuổi, quyết định rời bỏ gia đình, xuất gia tu hành và đi tìm chân lý đích thật, tuy nhiên sau này có thể thấy chính Đức Phật là người đích thân dạy dỗ con trai mình trên con đường đạt đạo. Nhờ vậy La-hầu-la đã sớm giác ngộ khi mới ngoài 20 tuổi. La-hầu-la được tôn giả Xá-lợi-phất (sśāriputra) đưa vào Tăng-già từ lúc chín tuổi và mất trước Phật, có lẽ khi chưa đến 50 tuổi (khoảng năm 560 TCN). Trong Phật giáo Bắc Tông thì La Hầu La chính là một vị La hán trong Thập Bát La hán (18 vị La hán) mà ông chính là La hán Trầm Tư thường được tạc tượng với hình tượng là một vị tăng dung mạo tuấn tú, tay chống cằm suy tư.